# Смітс-Стейшн
Смітс-Стейшн (англ. Smiths Station) — місто (англ. city) в США, в окрузі Лі штату Алабама. Населення — 5384 особи (2020).

## Географія
Смітс-Стейшн розташований за координатами 32°32′7″ пн. ш. 85°6′38″ зх. д. / 32.53528° пн. ш. 85.11056° зх. д. (32.535198, -85.110577). За даними Бюро перепису населення США в 2010 році місто мало площу 17,15 км², з яких 17,08 км² — суходіл та 0,07 км² — водойми.

## Історія
Смітс-Стейшн — одна з найбільш процвітаючих і швидко розвиваючихся громад в окрузі Лі, була заснована в 1826 році. У 1845 році була побудована Центральна залізниця Джорджії з Колумбуса, штат Джорджія до міста Опеліка, штат Алабама. Станція, біля якої проходила ця залізниця була названа по імені г-н Бродуса Сміта — відомого раннього поселенця, який жив поблизу.
Місто було зареєстроване 22 червня 2001 року.

## Демографія
Згідно з переписом 2010 року, у місті мешкало 4926 осіб у 1913 домогосподарствах у складі 1407 родин. Густота населення становила 287 осіб/км². Було 2071 помешкання (121/км²).
Расовий склад населення:
| - 80,3 % — білих - 15,9 % — чорних або афроамериканців - 0,7 % — корінних американців - 0,5 % — азіатів |

До двох чи більше рас належало 2,0 %. Частка іспаномовних становила 2,8 % від усіх жителів.
За віковим діапазоном населення розподілялося таким чином: 24,1 % — особи молодші 18 років, 62,8 % — особи у віці 18—64 років, 13,1 % — особи у віці 65 років та старші. Медіана віку мешканця становила 39,3 року. На 100 осіб жіночої статі у місті припадало 93,1 чоловіків; на 100 жінок у віці від 18 років та старших — 91,0 чоловіків також старших 18 років.
Середній дохід на одне домашнє господарство становив 58 301 долар США (медіана — 46 354), а середній дохід на одну сім'ю — 67 004 долари (медіана — 49 969). Медіана доходів становила 38 878 доларів для чоловіків та 32 257 доларів для жінок. За межею бідності перебувало 13,5 % осіб, у тому числі 18,2 % дітей у віці до 18 років та 15,3 % осіб у віці 65 років та старших.
Цивільне працевлаштоване населення становило 2226 осіб. Основні галузі зайнятості: роздрібна торгівля — 19,9 %, освіта, охорона здоров'я та соціальна допомога — 18,5 %, виробництво — 15,5 %.